# Reino da Finlândia
O Reino da Finlândia foi uma tentativa breve de estabelecer o Príncipe Frederico Carlos de Hesse, cunhado do cáiser Guilherme II, casado com a irmã deste, a Princesa Margarida da Prússia,  como Rei da Finlândia seguindo a independência finlandesa da Rússia.
Sob pressão do Império Alemão, a Finlândia havia declarado independência da Rússia em 6 de dezembro de 1917, levando a um debate acirrado sobre a declaração do novo Estado como uma república ou permanecer uma monarquia. Na época da declaração de independência, os monarquistas eram uma minoria no Eduskunta finlandês, e a Finlândia foi declarada uma república. Após a guerra civil, e enquanto o pró-republicano  Partido Social Democrata foi excluído da Eduskunta, Frederico foi eleito ao trono do Reino da Finlândia em 9 de outubro de 1918.

## Outros Estados similares
Durante a Primeira Guerra Mundial, o Império Alemão ajudou a criar ou criou no antigo território do Império Russo os seguintes Estados clientes, fantoches, ou satélites, mas nominalmente independentes:
- República Popular da Ucrânia
- Estado da Ucrânia
- República Popular da Bielorrússia
- Reino da Lituânia
- Ducado da Curlândia e Semigália (1918)
- Estado Báltico
- Ducado Báltico Unido
- Reino da Polônia (1916-1918)